# Meurtre de Mireille Knoll
Ne doit pas être confondu avec Affaire Sarah Halimi.
Pour les articles homonymes, voir Knoll (homonymie).
Le meurtre de Mireille Knoll est commis le 23 mars 2018 dans le 11e arrondissement de Paris. Mireille Knoll, âgée de quatre-vingt-cinq ans et rescapée de la Shoah, est poignardée et partiellement brûlée à son domicile de l'avenue Philippe-Auguste. Dans les jours qui suivent, deux suspects, Yacine Mihoub et Alex Carrimbacus, sont mis en examen pour meurtre antisémite. En 2021, Yacine Mihoub est condamné à la réclusion criminelle à perpétuité pour meurtre à caractère antisémite et le second à 15 ans de réclusion criminelle pour vol à caractère antisémite. 
La mère de Yacine Mihoub est condamnée à trois ans de prison dont deux avec sursis pour destruction de preuves.
Survenu presque un an après l'homicide, antisémite également, de Sarah Halimi dans le même arrondissement, et le même jour que les attaques terroristes islamiste de Carcassonne et Trèbes, l'événement suscite un vif émoi.

## Victime
Mireille Kerbel naît le 28 décembre 1932 à Paris. Son père, Emilio Kerbel, est un tailleur venu d’Odessa aujourd'hui en Ukraine, et sa mère Sarah Sinkel, est originaire de Varsovie en Pologne. Sara Sinkel a d'abord vécu au Brésil, où elle obtient la nationalité, avant d'arriver en France. Mireille Kerbel grandit dans le quartier du Marais, rue de Turenne.
En 1940, les parents décident d'envoyer Mireille et son frère à la campagne. Emilio Kerbel est arrêté et déporté au Camp de Gurs. Le couple est conscient du danger. Ayant assisté à des arrestations par la police française, Sarah Kerbel décide de prendre les devants.
Avec sa mère et son frère, Mireille Kerbel quitte la ville peu de temps avant la rafle du Vélodrome d'Hiver en juillet 1942 et prend un bus pour Montauban et passe la ligne de démarcation, la mère utilisant son passeport brésilien.
Le père est peu après libéré. La famille va à Lisbonne au Portugal, où elle demeure un an, puis passe six mois dans un camp de réfugiés. Avec l'aide de l'American Jewish Joint Distribution Committee, elle va au Canada neuf mois avant la Libération de Paris en 1944,.
Mireille Kerbel rentre en France après la Libération. À 16 ans, elle rencontre Kurt Knoll, un Juif autrichien, rescapé d’Auschwitz. Ils travaillent dans le même atelier de couture.
En 1949, elle épouse Kurt Knoll (1924-2003) et retourne avec lui au Canada avant de revenir plus tard à Paris. Son mari tient alors un atelier de vêtements imperméables dans le Sentier, un des quartiers juifs de la capitale. Le couple a deux fils : Alain et Daniel.
En 2018, Mireille Knoll, handicapée par la maladie de Parkinson, ne peut plus sortir de chez elle autrement qu'en fauteuil et accompagnée de son auxiliaire de vie.

## Faits
Le vendredi 23 mars 2018 vers 18 h 30, les pompiers entrent chez elle après qu'un voisin a signalé un incendie dans son appartement. Le corps sans vie et en partie brûlé de Mireille Knoll est étendu sur son lit. Elle a reçu onze coups de couteau.
En mai 2020, le parquet de Paris requiert un procès des deux suspects pour meurtre à caractère antisémite.

## Enquête et suites judiciaires

### Enquête
Appelés sur place, les techniciens du Laboratoire central de la préfecture de police relèvent cinq départs de feu dans l'appartement. Le caractère antisémite du meurtre est retenu par le parquet le 26 mars. 
Yacine Mihoub, 28 ans, voisin de Mireille Knoll depuis l'enfance, est rapidement soupçonné, arrêté et mis en garde à vue. Il a été condamné en février 2017 pour avoir agressé sexuellement la fille âgée de douze ans de l'aide-soignante de Mireille Knoll et poursuivi pour des violences et des menaces de mort. C'est pourquoi dans un premier temps, les policiers ont exploré l'hypothèse d'un crime crapuleux ou d'une possible vengeance du jeune homme qui aurait accusé la vielle dame de l'avoir "balancé". 
Un deuxième suspect, Alex Carrimbacus, 21 ans, qui a un long casier judiciaire, est arrêté près de l'opéra Bastille. Lui et Yacine Mihoub sortent de prison où ils ont fait connaissance. Ils s'accusent mutuellement d'avoir porté les coups. Le premier affirme que « Yacine a reproché aux Juifs d'avoir des moyens financiers et une bonne situation avant de poignarder l'octogénaire sur son lit médicalisé en criant Allahou akbar ». Mais selon l'audition policière effectuée le 13 avril 2018, Alex Carrimbacus serait revenu sur les déclarations faites pendant sa garde à vue. Il déclare désormais que Yacine Mihoub n’aurait pas reproché à la victime « les moyens financiers et la bonne situation des Juifs » : « Ils ont juste parlé de la guerre de 39-45 avec l'extermination des juifs ». Concernant le caractère antisémite du crime, son avocat « n’exclut pas de demander une requalification des faits. »
Début avril, la mère de Yacine Mihoub est soupçonnée d'avoir nettoyé le couteau et fait disparaître les verres dans lesquels Mireille Knoll avait offert du porto à ses assassins,. Elle est mise en examen pour « destruction ou modification des preuves d'un crime ».

### Jugement de la cour d'appel de Paris
Après que les deux suspects ont fait appel de leur condamnation pour « meurtre sur personne vulnérable et commis en raison de la religion de la victime » devant la chambre de l'instruction de la cour d'appel de Paris, le 19 novembre 2020, celle-ci confirme le caractère antisémite des crimes.

### Condamnation par la cour d'assises de Paris
Le 10 novembre 2021, Yacine Mihoub est condamné par la cour d'assises de Paris à la réclusion criminelle à perpétuité assortie d'une période de sûreté de 22 ans pour le meurtre à caractère antisémite de Mireille Knoll. Son co-accusé Alex Carrimbacus est acquitté des faits de meurtre mais condamné à une peine de 15 ans de réclusion assortie d'une peine de sûreté de deux tiers pour le vol à caractère antisémite de la victime. La mère de Yacine Mihoub est, quant à elle, condamnée à trois ans de prison ferme dont un an ferme à domicile sous surveillance électronique, pour destruction de preuves. Yacine Mihoub et Alex Carrimbacus font appel mais ce dernier se désiste de cet appel en décembre 2021.
Le 10 janvier 2023, l'avocat de Yacine Mihoub annonce que son client s'est désisté de son appel. Sa condamnation devient alors définitive.

## Réactions
L’événement provoque de vives réactions au sein de la communauté juive et au sein du monde politique, d'autant que l'année précédente avait eu lieu l’affaire Sarah Halimi, l'assassinat d'une femme juive dans des conditions proches.

### Monde politique
Le président de la République française Emmanuel Macron fait part de son « émotion devant le crime abominable ». Le 28 mars 2018, lors de l'hommage national au colonel Arnaud Beltrame égorgé par un djihadiste, le président français cite Mireille Knoll, « assassinée parce qu'elle était juive » et victime du même « obscurantisme barbare » que l'officier. Quelques heures plus tard, il assiste à ses obsèques au cimetière parisien de Bagneux (Hauts-de-Seine) « à titre personnel, en soutien à la famille ». Les enfants de Mireille Knoll sont ensuite reçus à l'hôtel Matignon par le Premier ministre, Édouard Philippe. Celui-ci, devant l'Assemblée nationale, évoque le meurtre de Mireille Knoll, « un assaut d'une infâme brutalité », reflet de cet « antisémitisme qui ne passe pas, qui demeure, se transforme, reparaît, mute ».

### Marches blanches

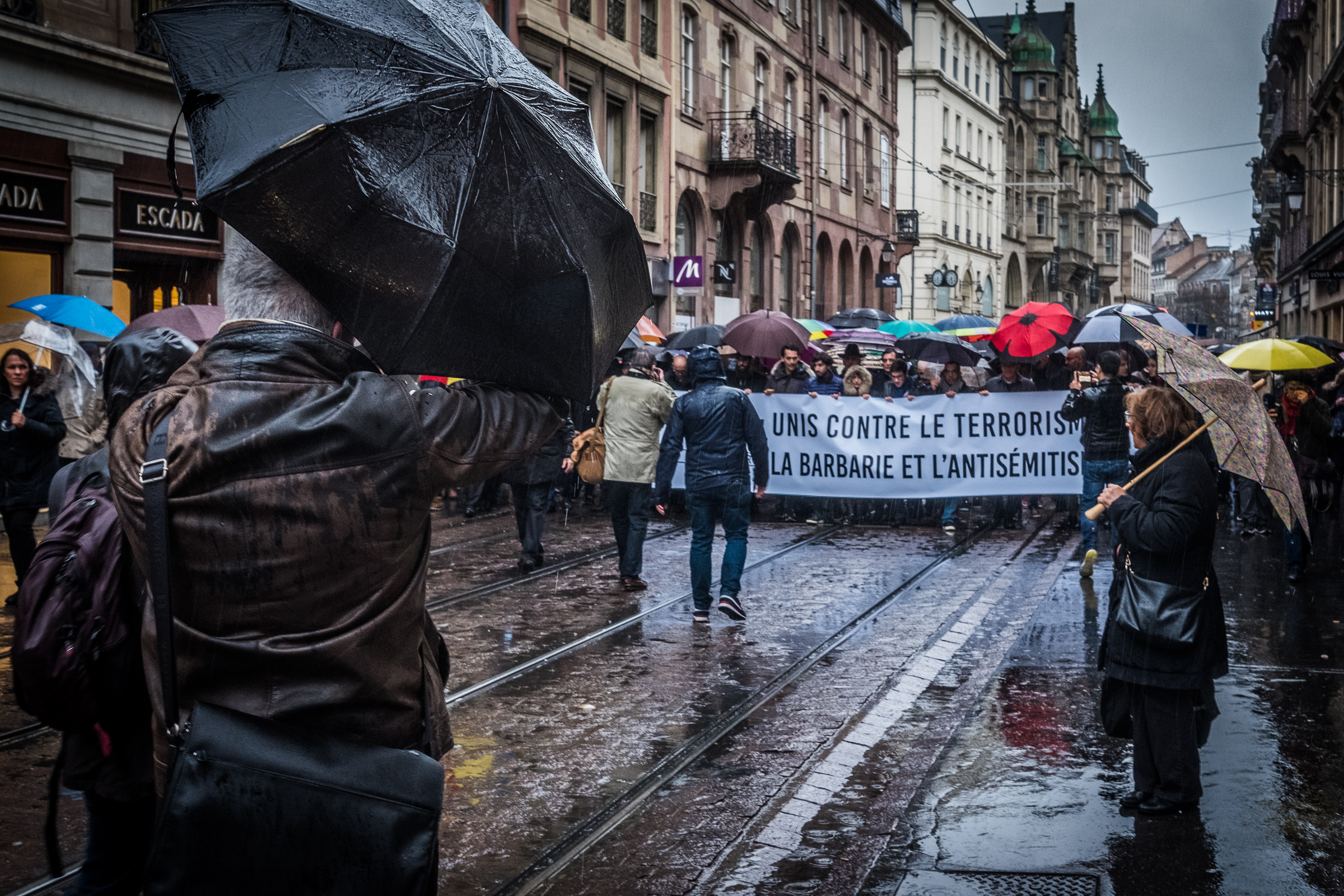
Marche blanche pour Mireille Knoll à Strasbourg le 28 mars 2018.

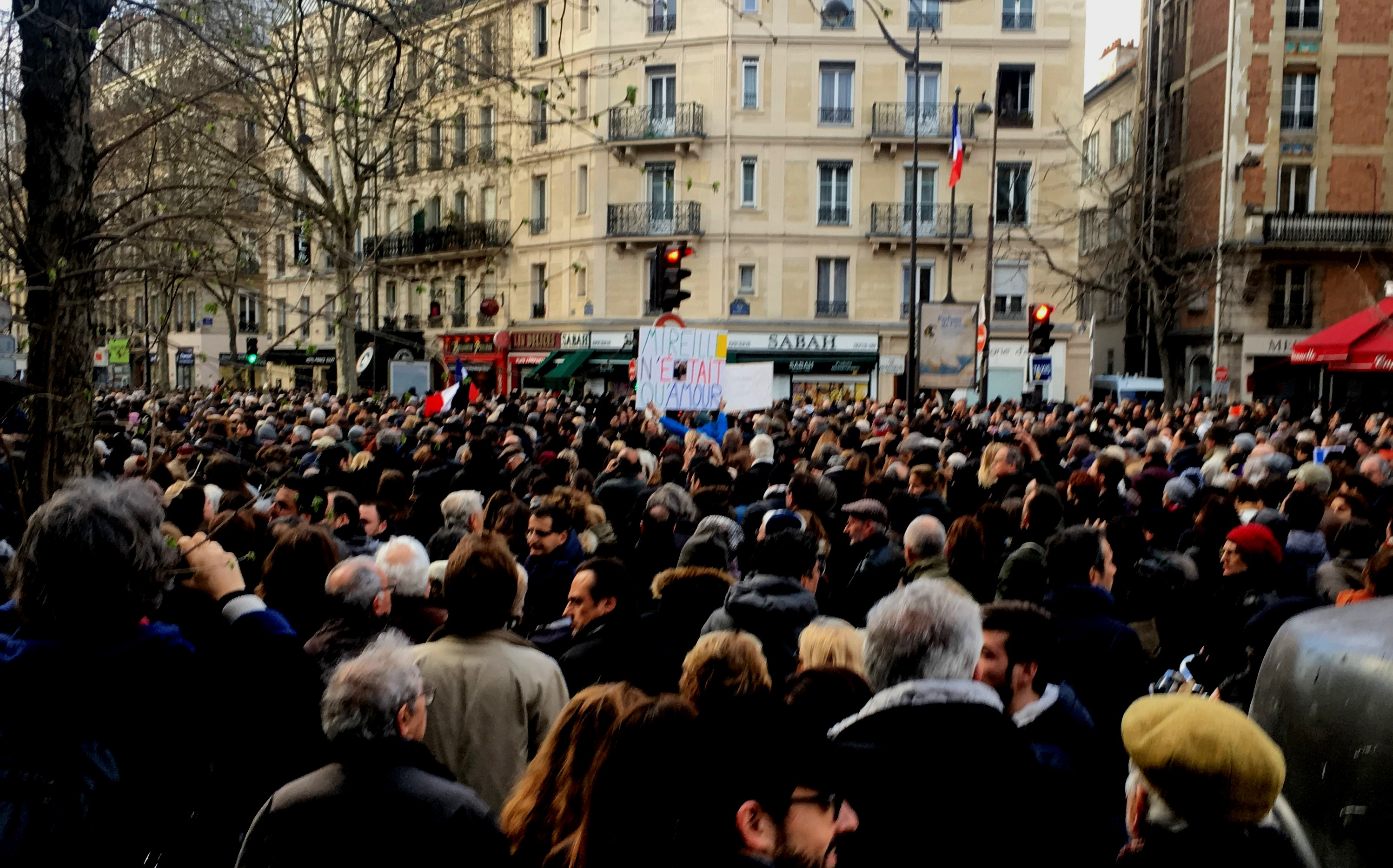
Marche blanche pour Mireille Knoll le 28 mars 2018 à Paris.
« Mireille n'était qu'amour » proclame le panneau.

À l’appel du Conseil représentatif des institutions juives de France (CRIF) et de la plupart des partis politiques, une marche blanche réunit 30000 personnes à Paris le soir du mercredi 28 mars, jour de l'hommage national au colonel Arnaud Beltrame. La Conférence des évêques de France « encourage tout un chacun à se joindre à la marche blanche », et fait part de « sa profonde tristesse devant l’horreur » du meurtre de Mireille Knoll et « en assurant de son soutien et de sa prière sa famille et toute la communauté juive, encore une fois touchée, en raison de sa religion ».
Parmi les participants, les ministres Gérard Collomb et Marlène Schiappa, ainsi que diverses personnalités politiques comme les socialistes Anne Hidalgo, maire de Paris, et Stéphane Le Foll ou le LR Laurent Wauquiez. Le philosophe Alain Finkielkraut est également présent. 
Dans un premier temps, Francis Kalifat, président du CRIF, déclare que seule la présence du Front national n'est "pas souhaitée", Jean-Luc Mélenchon pouvant se mettre "où il veut dans le cortège". Quelques heures plus tard, il durcit sa position en déclarant dans un tweet que LFI est elle aussi persona non grata. Le Parisien explique ce revirement par le fait que, selon Francis Kalifat, les propos tenus par Jean-Luc Mélenchon attisent la haine des juifs : déjà en 2014, à la suite de l’université d’été du Front de gauche au cours de laquelle il avait « félicité la jeunesse française qui avait su selon lui se mobiliser avec une discipline parfaite lors de manifestations en soutien aux Palestiniens durant la guerre à Gaza », des incidents avaient eu lieu à Paris et à Sarcelles aux cris de « Mort aux Juifs ». De même, un mois auparavant, à la suite d'une manifestation en soutien à Gaza, 100 à 200 personnes ont chargé et essayé de pénétrer dans deux synagogues situées dans les IVe et XIe arrondissements de Paris. 
"Nous appelons tout le monde, je dis bien tout le monde, sans exception à participer à la marche" blanche, déclare alors dans les médias Daniel Knoll, fils de la victime,, qui fustige la position du CRIF, en lui reprochant de confondre marche blanche et réunion politique, rejoignant les déclarations de plusieurs intellectuels juifs de gauche les deux jours précédents, en faveur d'une marche non politisée et rassemblant largement. La déclaration du fils de la victime a convaincu RN et Insoumis de participer à la marche blanche, mais les seconds sont pris à partie par des membres de la Ligue de défense juive (LDJ) et d'autres manifestants qui scandent « Insoumis dehors » et « collabos » boulevard Voltaire. Protégés par les CRS, ils quittent la manifestation. Marine Le Pen, elle aussi cible de huées, se réfugie derrière un car de CRS, puis rejoint la fin du cortège et termine la manifestation sous la protection d'un service de sécurité composé en partie de militants de la LDJ. En "une" du "Monde", le dessin de Plantu donne le ton des éditoriaux de France-Inter et "Libération" du lendemain, respectivement titrés "La faute du président du Crif" et "La boulette du Crif", l'historien Dominique Vidal, y voyant "la première fois que le président du Crif est aussi durement critiqué par les membres d'un gouvernement et les éditorialistes des grands médias".
La marche blanche se termine cependant dans le calme devant le domicile de Mireille Knoll, avenue Philippe-Auguste, où sont déposés fleurs, bougies et messages. Une Marseillaise est spontanément entonnée avant que les manifestants se séparent.

## Hommage
- L'allée Mireille-Knoll est inaugurée à Paris le 19 octobre 2021[30].

- Une rue Mireille Knoll est inaugurée à Dugny, le 8 mars 2024. Elle est située dans le Village des Médias, construit pour les Jeux Olympiques et Paralympiques de Paris 2024[31].

## Autres
En 2024, une autre habitante au 10e étage du même immeuble que Mireille Knoll, sis avenue Philippe-Auguste, affirme avoir été victime de nombreux tags sous forme d'insultes et menaces de mort violemment antisémites inscrits sur sa porte, sa boite aux lettres et dans toutes les parties communes. En 2025, cette habitante est finalement poursuivie pour avoir elle-même commis ces dégradations avec sa fille. A l'audience du 31 mars 2025, sont requis trois ans d'emprisonnement dont un avec sursis. En mai 2025, elle est finalement condamnée à 30 mois de prison dont un an ferme, et son avocat annonce faire appel.